# لیندسی د پل
لیندسی د پل (به انگلیسی: Lynsey de Paul) با نام اصلی لیندسی مونکتون روبین (زاده ۱۱ ژوئن ۱۹۴۸-درگذشته ۱ اکتبر ۲۰۱۴) خواننده بریتانیایی بود.
او نماینده بریتانیا در یوروویژن ۱۹۷۷ بود.